# Période des Trois Royaumes de Corée
Pour les articles homonymes, voir Trois Royaumes.

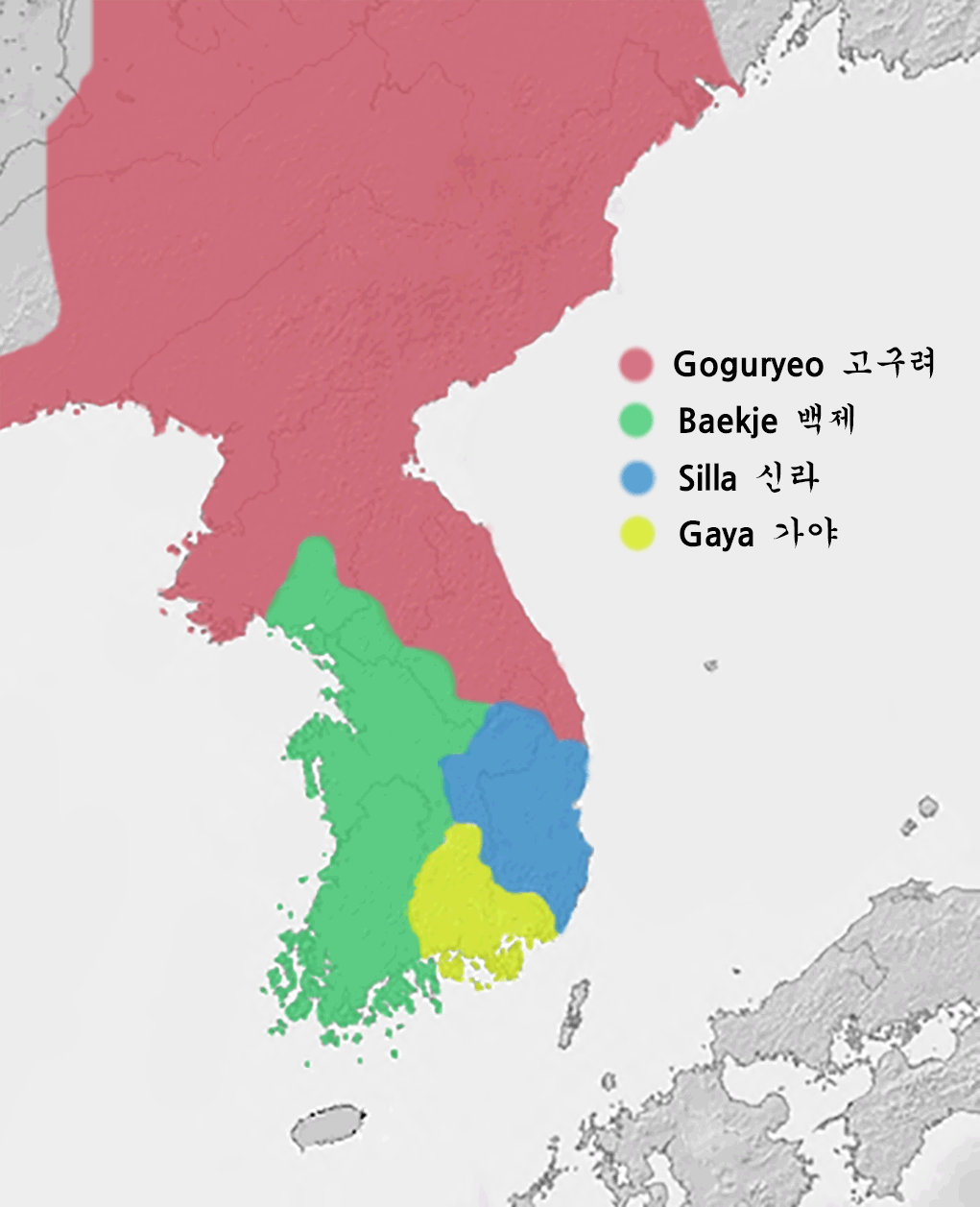
Les Trois Royaumes de Corée et leur expansion vers 375 ap. J.-C.
Gaya, en jaune, est annexé par le royaume de Silla au VIe siècle.

La Période des Trois royaumes de Corée, Samguk (삼국) (dates traditionnelles : 57 av. J.-C. - 668 ap. J.-C.), désigne l'époque pendant laquelle la péninsule coréenne et la Mandchourie sont partagées entre trois principaux royaumes concurrents : les royaumes de Koguryo [Goguryeo] (고구려) au nord, de Baekje (백제) et de Silla (신라) au sud.
Ces royaumes sont nés du rassemblement de tribus locales, qui en s'agrégeant ont progressivement choisi d'installer le centre des pouvoirs locaux dans des puissantes villes fortifiées. Celles-ci se sont ensuite regroupées pour former des entités politiques, sous la forme de confédérations de cités. Progressivement, elles adoptèrent un régime monarchique pour se gouverner.
Cette période des Trois Royaumes de Corée, est elle-même subdivisée en plusieurs périodes : celle du développement des confédérations Samhan, puis la période des Trois Royaumes à proprement parler, du IIIe siècle de notre ère au VIIe siècle de notre ère, qui fut le théâtre de nombreux affrontements entre ces entités. Seul le royaume de Silla survécut à partir du milieu du VIIe siècle : le royaume de Silla, allié à la Chine dirigée par la dynastie Tang, unifie alors la péninsule coréenne pour la première fois de son histoire. Après la chute des royaumes de Baekje et de Koguryo, la dynastie Tang instaure un protectorat de courte durée pour administrer certaines parties de la péninsule coréenne. Par la suite, les guerres Silla-Tang (v. 670-676), amènent à l'expulsion des armées du Protectorat hors de la péninsule en 676, date de commencement de la période dite de Silla unifié ou de Silla postérieur (668 - 935). Certains historiens utilisent l'expression « période des cinq royaumes » ou « période des quatre royaumes » pour inclure les États de Buyeo et Gaya.
Gravitant autour de ces trois principales entités territoriales et politiques, la Corée et la Mandchourie du premier millénaire de notre ère sont aussi divisées en plusieurs dizaines de petits États tribaux, ainsi que plusieurs autres États, plus modestes, dont la Confédération de Gaya [Kaya] (entre 42 et 562 de notre ère), Tongye [Dongye], Okcho [Okjeo], Puyŏ [Buyeo] et Usan Usan-guk (Ulleungdo et les îles voisines). L'essentiel de ces autres structures politiques furent absorbées progressivement par les puissances dominantes.
C'est au cours de cette période de l'antiquité coréenne que Goguryeo (372), Baekje (384) et Silla (527) adoptent progressivement le bouddhisme comme religion dominante, cette dernière jouant un important rôle idéologique dans le développement de l'organisation de l'État.

## Nomenclature
Le nom période des «Trois Royaumes» a été utilisé très tôt dans les recueils de textes des histoires coréennes Samguk Sagi (XIIe siècle) et Samguk Yusa (XIIIe siècle). Il ne doit pas être confondu avec les Trois Royaumes de Chine.
À partir du VIIe siècle, le nom Samhan 三韓 (trois Han : Mahan 馬韓, Jinhan 辰韓, Byeonhan 弁韓 situés dans la moitié sud de la péninsule coréenne) est parfois confondu avec le terme Trois Royaumes de Corée (Goguryeo 高句麗 au nord de la péninsule, Baekje 百済, Silla 新羅). Il est ainsi attesté sur une inscription découverte en 1982 à Cheongju, datée de l'année 686 de notre ère, mentionnant l'unification des Trois Han  (삼한일통 ; 三韓一統) sous l'égide du royaume de Silla, une allusion à la « politique d'unification », afin d'intégrer les populations de Baekje et de Goguryeo.
Le terme de « Han 韓» est donné pour la nomenclature officielle de l'Empire coréen, appelé Daehan Jeguk 大韓帝國, à la suite de la guerre sino-japonaise qui a mis fin à la tutelle de la Chine sur la Corée, et selon la recommandation du Japon. Ensuite, le terme Han est repris dans le nom de la république de Corée (Corée du Sud), appelée Daehan Minguk 大韓民国ou Hanguk 韓國. Ces termes résultent donc du Samhan (trois Han) qui existaient dans le moitié sud de la péninsule coréenne du IIe siècle av. J.-C. au IIIe siècle de notre ère, et de la confusion de celui-ci avec trois royaumes qui occupaient toute la péninsule de 57 av. J.-C. jusqu'en l'an 668 ap. J.-C..
Dans la Chine impériale d'alors, les Trois Royaumes sont désignés uniformément sous la vocable de Samhan, à partir du VIIe siècle. La documentation funéraire (épitaphes notamment) contemporaine de la dynastie des Tang 唐 (Chine) indique que les émigrés originaires de Corée installés en Chine appelaient alors les Trois Royaumes de Corée « Samhan ».

## Débats historiographiques
La date de commencement de la Période des Trois Royaumes est sujette à plusieurs débats de spécialistes, en fonction du crédit donné à des sources contradictoires. Certains auteurs retiennent ainsi la date de 57 av. J.-C. comme point de départ. S'il faut en croire le Samguk sagi, rédigé en 1145 par un descendant de la famille royale de Silla cette date est celle où une partie de la confédération de Jinan se donna un roi unique, le roi Park Hyeokgeose, roi de Saro, qui deviendra ensuite royaume de Silla. Elle serait la première des confédérations Samhan à faire ce choix du monarque unique. Ce texte place la fondation de Koguryo en 37 av. J.-C. par le roi Jumong, et la fondation de la royauté Baekje en 18 av. J.-C. par le roi Onjo, les trois royaumes existant de jure et de facto à cette date.

## Avant les Trois Royaumes

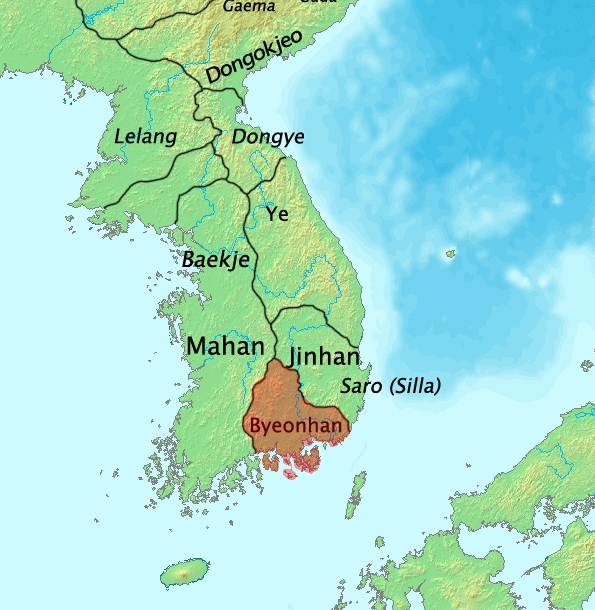
Les différentes aires culturelles et politiques de l'ère Samhan, avant la période des Trois Royaumes.

La période des trois royaumes suit immédiatement, dans la chronologie coréenne, la période dite des Samhan, où se sont constituées des confédérations de cités : les trois confédérations de Mahan (futur Baekje), Jinhan (futur Silla) et Byeonhan (future confédération de Gaya) ont pris ainsi forme dans la péninsule, au Centre et au Sud, à la fin de l'Âge du bronze et au début de l'Âge du fer. Ces trois confédérations sont désignées en tant que Samhan (« Trois han », où han renvoie bien à ces confédérations et non à l'ethnie Han, chinoise). Cette période Samhan est aussi parfois appelée la « période proto-Trois Royaumes » de Corée. Ces États occupent alors la totalité de la péninsule et une grande partie de la Mandchourie, aujourd'hui territoires sous contrôle chinois et russe.
Les Trois Royaumes sont issus de l'évolution politique des Samhan (les Trois han), les trois grandes confédérations de cités et de l'émergence du royaume de Koguryo et celui de Silla. Les trois confédérations de l'époque Samhan se constituent à partir des IIIe et IIe siècles av. J.-C.. Ces confédérations de cités formaient auparavant la Confédération de Jin (à la fin de la Culture du poignard de bronze) jusqu'à sa dissolution qui coïncide avec (ou « est entrainée par ») la destruction de Gojoseon, à la fin du second siècle avant notre ère.

## Emergence des Trois Royaumes

### Morcellement et compétition pour le contrôle de la péninsule
Après la destruction de Gojoseon, en 108 avant notre ère, ces trois confédérations de cités ont progressivement conquis et absorbé divers autres petits États et confédérations voisins, et se sont constituées, progressivement, en « royaumes ». L'un d'entre eux, celui de Silla profite de la désunion des cités restées indépendantes pour les absorber. C'est le début d'une période de luttes entre les royaumes de Corée et l'empire de Chine, dont l'influence et la menace fut un stimulant déterminant pour l'émergence de puissances régionales en Corée.
Passant d'un réseau de villes fortifiées confédérées à celui de société structurée en un État unifié, entre le Ier siècle avant notre ère et le IIIe siècle de notre ère : la confédération de Jinhan devient par exemple la base de ce qui fut appelé par la suite le royaume de Silla / Saro.
Les royaumes de Silla et de Baekje, contrôlant l'essentiel du sud de la péninsule coréenne, et étant désormais les deux puissances dominantes issues de l'expansion des confédérations Samhan, développent alors une forte rivalité vis-à-vis du royaume de Koguryo plus au nord, achevant de former le triptyque qui détermine l'histoire de la Corée au début de notre ère. Enchâssée au sud de la péninsule, entre les royaumes de Baekje et de Silla, la ligue de Byeonhan conserva cependant son statut de confédération sous le nom de Confédération de Gaya.
À la fin du IIIe siècle de notre ère, le processus de rapprochement entre cités est achevé, mettant traditionnellement un terme à la période de Samhan et ouvrant la période des Trois Royaumes à proprement parler, au IVe siècle.

### L'expansion du royaume de Goguryeo

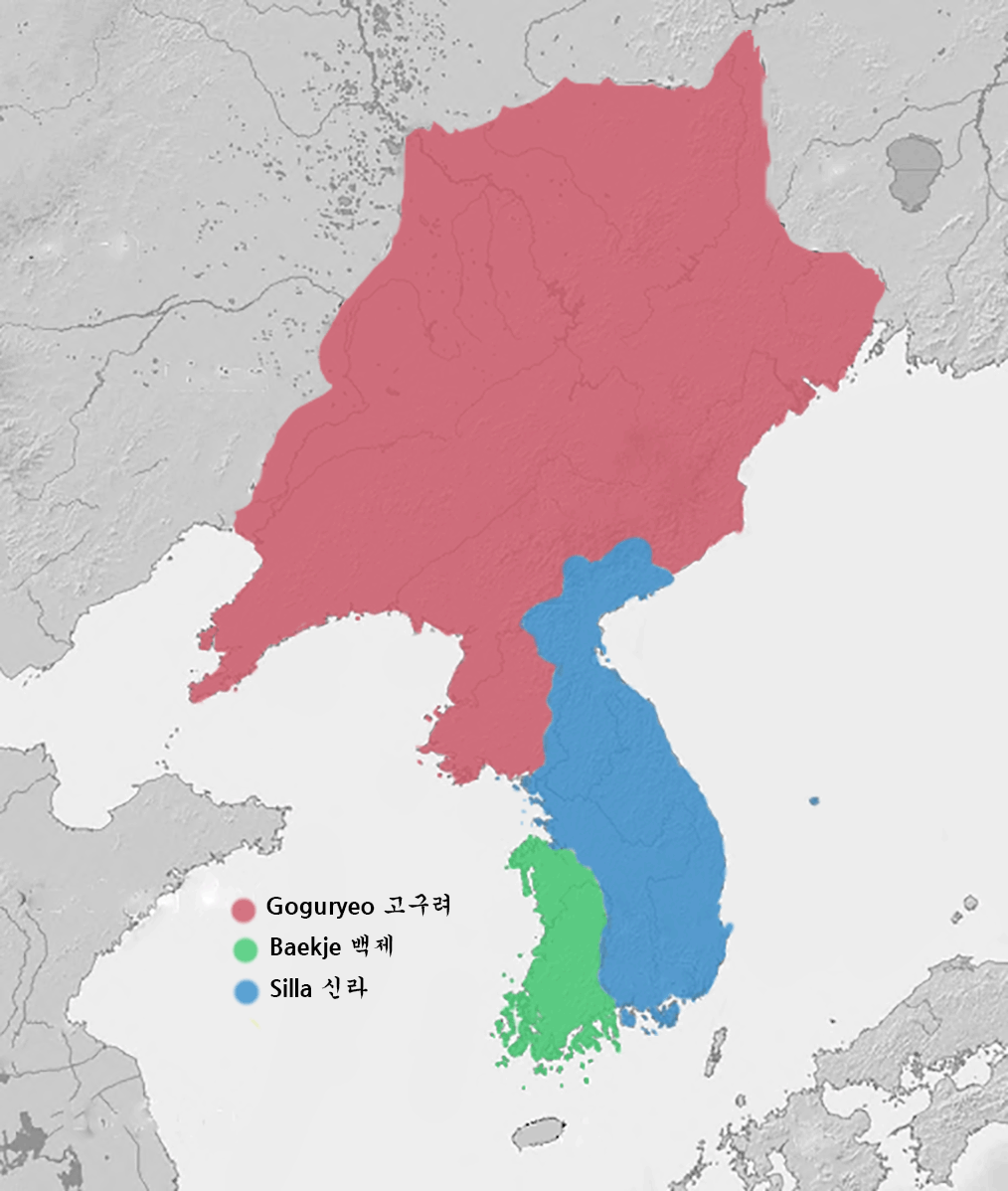
L'expansion des Trois Royaumes de Corée et la domination territoriale de Goguryeo vers 576 ap. J.-C.

Au cours des IIe et IIIe siècles de notre ère, le royaume de Goguryeo commença à étendre son territoire en conquérant les commanderies du nord de la Chine, mais subit deux graves revers au milieu du IVe siècle, lorsque Murong Huang, venu de Chine, attaque Gungnae et fait 50 000 prisonniers (en 342 de notre ère). Peu après, le roi de Baekje, Guenchogo, ayant déjà conquis la fédération Mahan, attaque Pyongyang et tue le roi Gogugwon (en 371). Les Baekje prospèrent grâce à leurs terres agricoles fertiles et aux liens commerciaux étroits qu'ils entretiennent avec la Chine et le Japon via la mer Jaune.
La défaite contre Baekje en 371 poussa les dirigeants de Goguryeo à former une alliance avec le royaume de Silla. Le Ve siècle s'avéra relativement prospère pour ces deux puissances, notamment sous le règne de Gwanggaeto (391-413), qui fut décoré du titre de « grand agrandisseur de domaine ». Goguryeo domine alors l'essentiel du nord de la Corée, ainsi que la plus grande partie de la Mandchourie et une partie de la Mongolie intérieure. Une nouvelle capitale est créée à Pyongyang en 427 de notre ère et les succès militaires se poursuivent lorsque la ville-forteresse de Hansong (aujourd'hui Gwangju), la capitale de Baekje, est mise à sac en 475 de notre ère et que le roi Gaero est exécuté.
Pour s'opposer à cette expansion, le royaume Baekje forma une alliance avec le royaume de Silla entre 433 et 553 de notre ère. Ce dernier, sous le règne du roi Beopheung (r. 514-540), connaît alors une période de forte centralisation. Le pouvoir siège à Geumseong (Gyeongju) et prospère sur la côte orientale grâce au développement de nouvelles techniques agricoles telles que les charrues tirées par des bœufs et les systèmes d'irrigation pour les rizières, ainsi qu'à l'abondance des ressources naturelles, en particulier l'or et le fer. L'alliance Baekje-Silla, cantonnée à la pointe méridionale de la péninsule, fut cependant bien insuffisante pour empêcher Goguryeo de prendre le contrôle de 90 % de l'ancienne Corée.

### La montée en puissance de Silla
L'alliance entre les royaumes Baekje et de Silla s'effondre lorsque ce dernier envahit la vallée inférieure de la rivière Han. En 554 de notre ère, les deux puissances se rencontrent à la bataille de la forteresse de Gwansan (aujourd'hui Okcheon), les troupes de Baekje, formant une armée de 30 000 hommes sont vaincues et le roi Seong tué. Le royaume de Silla se taille ainsi un accès à la côte occidentale et à la mer Jaune, lui offrant de meilleurs accès pour développer ses liens commerciaux avec la Chine.

### Lutte contre l'influence de la Chine des Han puis des Tang
En parallèle du développement interne des royaumes coréens, la dynastie des Han de Chine avait, à partir de 108 av. J.-C., étendu son influence dans la région grâce à l'installation de quatre commanderies dans le Liaoning actuel, au nord de la Corée :
- Nangnang (Lelang), dans le bassin du Taedong et contrôle l'ancien royaume de Wiman ;
- Hyeondo (Xuantu, province de Yalu-Tongjia) ;
- Imdun (Lintun, dans le sud de la province de Hamgyong) ;
- Jinbeon (Daifang (ou Zhenfan) sur le fleuve Han dans le centre de la Corée).

Cependant, trois de ces commanderies tombèrent rapidement entre les mains des confédérations des Samhan, jusqu'à leur disparition finale en 313 ap. J.-C., date de la conquête définitive de la région par le royaume Goguryeo qui profite de sa dynamique pour soumettre aussi les territoires voisins comme celui environnant Buyeo en Mandchourie et les chefferies d'Okjeo et de Dongye qui occupaient le Nord-est de la péninsule coréenne.
Au VIIe siècle de notre ère, la Chine reprend ses tentatives d'expansion dans la région, et s'attaque notamment aux confins du royaume de Goguryeo. Le général coréen Eulji Mundeok s'interpose et défait une importante armée chinoise venue du royaume de Sui à la bataille de la rivière Salsu en 612 de notre ère. Deux autres attaques furent repoussées au début du VIIe siècle et Goguryeo entreprit la construction d'un imposant mur défensif de 480 km de long, à partir de 628, afin de dissuader les Chinois de poursuivre leurs tentatives d'invasion. Les armées de la dynastie Tang, tentèrent à nouveau l'aventure armée mais furent repoussées par Goguryeo en 644 de notre ère, sous l'égide du général Yang Manchun.

### Gaya, un cas à part
Au cours de la période des Trois Royaumes, d'autres entités coexistent : la plus célèbre d'entre elles est la confédération de Gaya, située dans le sud de la péninsule. Contrairement aux autres États, elle ne s'est jamais développée en un royaume pleinement centralisé, en partie parce qu'elle était écrasée par ses deux voisins plus dominants, Baekje à l'ouest et Silla à l'est. La confédération de Gaya bénéficiait néanmoins de riches gisements de minerai de fer, mais au milieu du IVe siècle de notre ère, elle subit les assauts successifs du royaume de Baekje, puis de Silla, qui s'empare de la principale cité-état, Geumgwan Gaya (Bon-Gaya) en 532 de notre ère. Les autres cités fortifiées tombent peu après, et, dès 562 de notre ère, Gaya n'existe plus.

## Données archéologiques

### Coutumes funéraires
On doit à l'archéologue Lee Sung-Joo d'importantes études sur les rituels funéraires documentés dans les nombreuses nécropoles des royaumes de Silla et de la confédération de Gaya. Il note qu'avant le IIe siècle apr. J.-C., les nécropoles traduisent une hiérarchisation sociale à l'échelle de chaque site, mais qu'elles sont relativement égales entre elles, en termes de monumentalité. C'est seulement à partir du IIe siècle que certains cimetières périurbains, adossés à des sites polarisants et dominants, se munissent de monuments funéraires plus imposants. Vers la fin du IIe siècle, l'espace intérieur des sépultures des membres des élites s'agrandit, est parfois doté de chambres funéraires en bois. Au IIIe siècle se développe le phénomène des nécropoles surplombantes, rassemblant exclusivement des tombes aristocratiques, rassemblées en hauteur, le long des lignes de crête et au sommet des collines. Les tombes les plus prestigieuses dans les cimetières occupent désormais la place topographiquement la plus élevée de l'espace funéraire communautaire. Les nécropoles de Okseong-ri, Yangdong-ri, Daeseong-dong et Bokcheon-dong, illustrent ce modèle.

### Productions céramiques
Toujours selon Lee Sung-Joo, outre le développement de systèmes régionaux hiérarchisés, comme le montre l'analyse des sépultures, la poterie évolue sensiblement : de nombreux types de production locales disparaissent progressivement, au profit d'une unification stylistique et d'une homogénéisation technique traduisant la spécialisation à plein temps des artisans potiers. La céramique standardisée, produite dans des ateliers urbains, connaît notamment sa période de plein succès à partir du IVe siècle. Le vaisselier est alors fortement standardisé et traduit l'existence d'une forme de marché commun et de goût partagé entre les élites des trois royaumes.
Cette centralisation et le contrôle de la production par les élites sont démontrés par les résultats des fouilles archéologiques effectuées à Songok-dong et Mulcheon-ni à Gyeongju. Ces sites témoignant d'un complexe industriel ancien, interconnecté et au réseau tentaculaire, situé à la périphérie nord-est de la capitale de Silla. Songok-dong et Mulcheon-ri sont un exemple de la production à grande échelle à la manière d'une usine prototypique. Le site a été fouillé à la fin des années 1990 et les archéologues ont trouvé les vestiges de nombreux éléments de production tels que des fours à poterie, des fours à tuiles, des fours à charbon de bois, ainsi que les vestiges de bâtiments et d'ateliers associés à la production de l'argile, son traitement, son séchage.

### Centres urbains
L'émergence des royaumes centralisés a pour conséquence la structuration de pôles urbains plus définis, abritant le pouvoir politique. Les capitales historique du royaume de Goguryeo sont les mieux connues : les première et deuxième capitales, Jolbon et Gungnae, sont situées dans et autour de l'actuelle ville de Ji'an, dans le Jilin (aujourd'hui en Chine). En 2004, le site a été classé au patrimoine mondial de l'UNESCO.

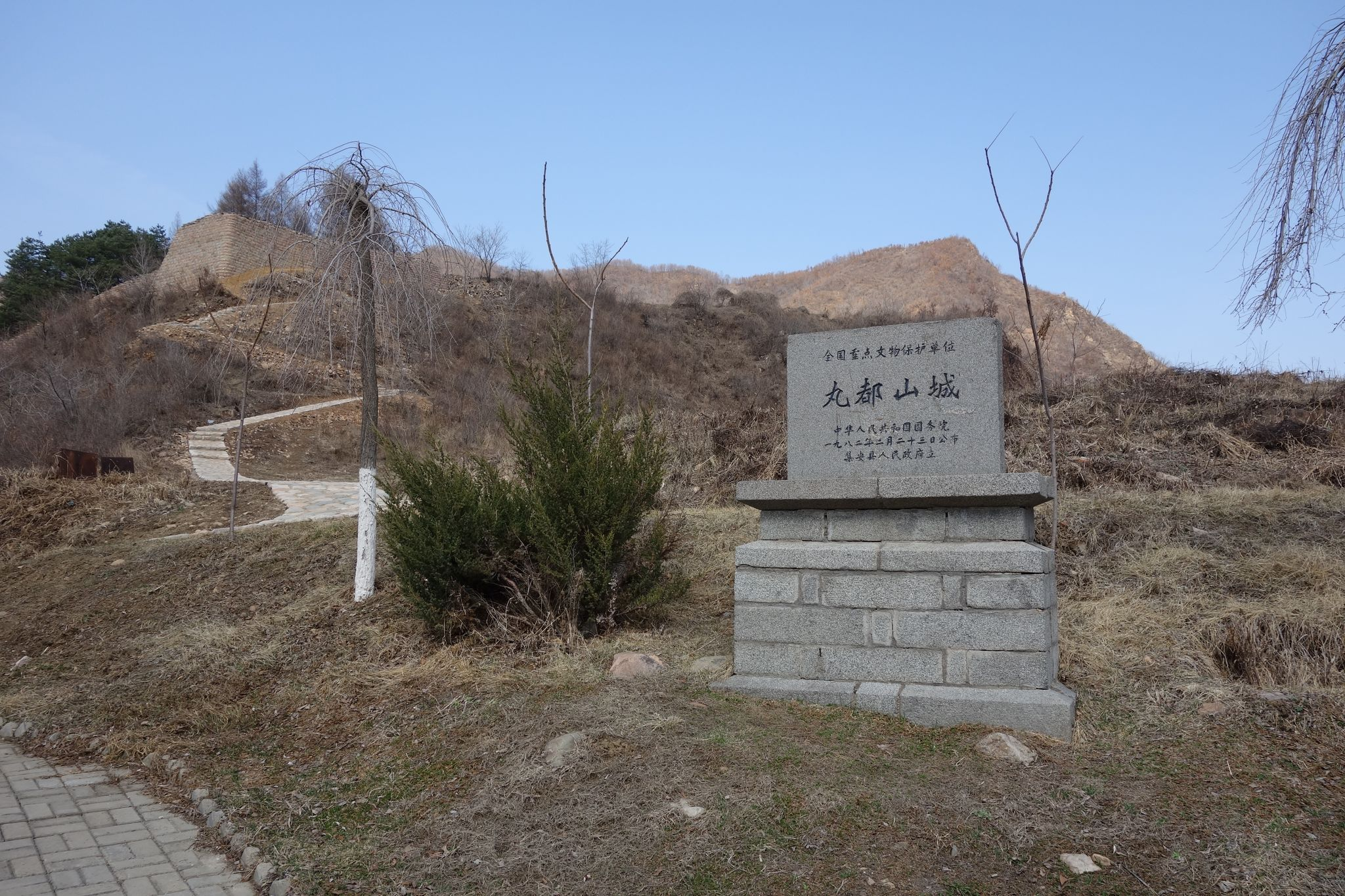
Entrée de la forteresse de Hwando
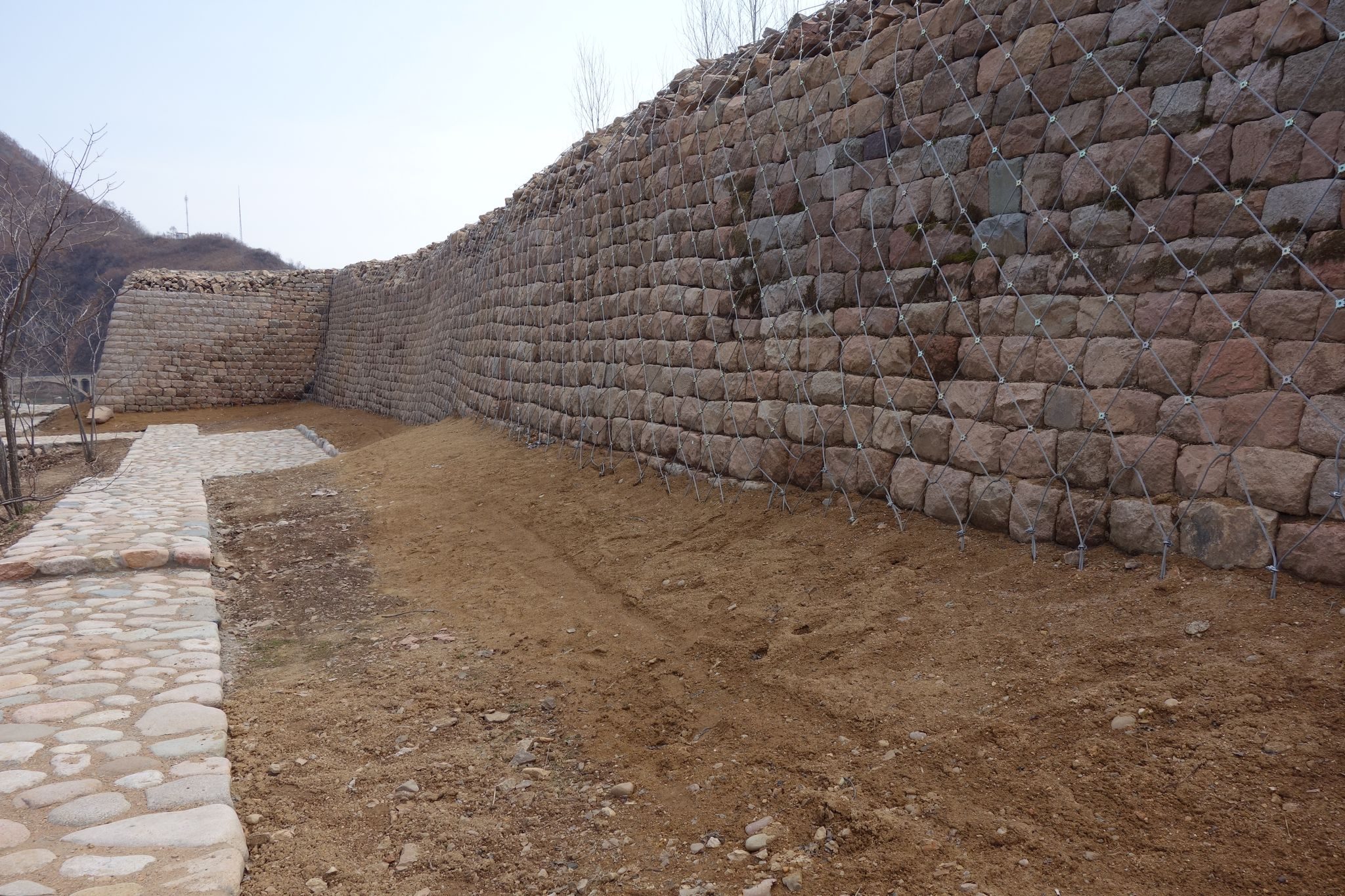
Forteresse de Hwando
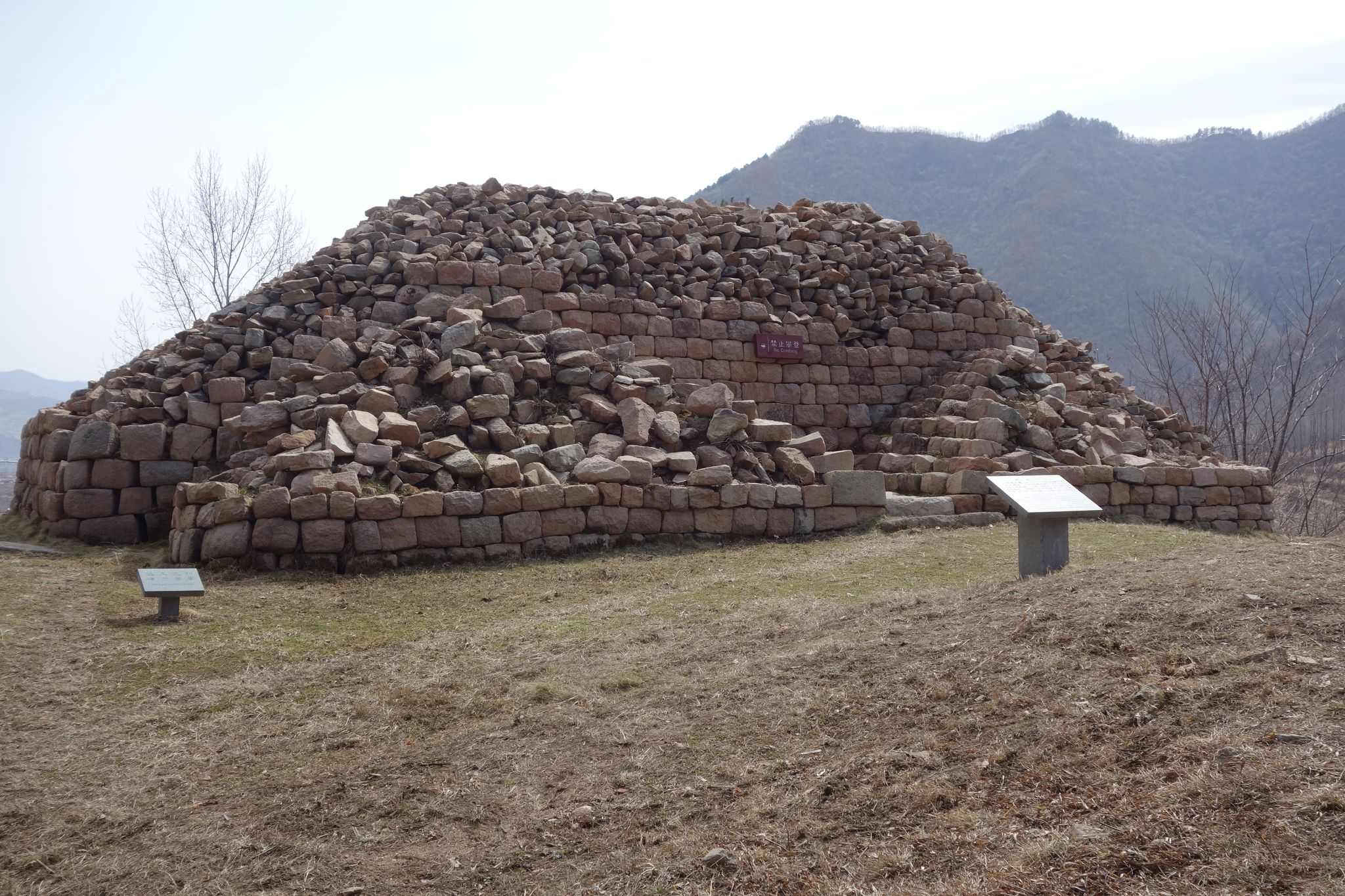
Tour de garde de la forteresse de Hwando
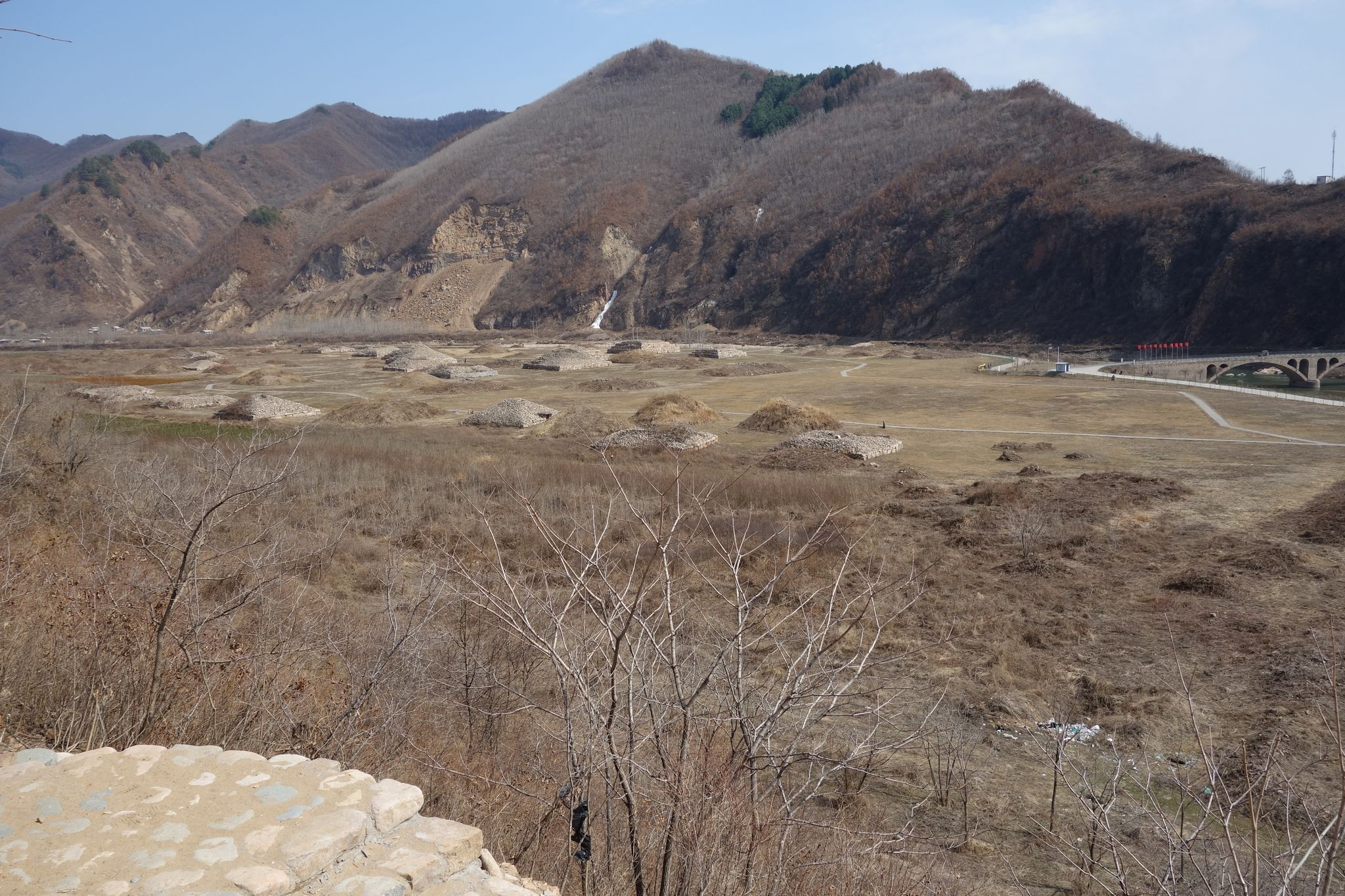
Tombes aristocratiques du royaume de Goguryeo près de Hwando

Depuis 1976, des fouilles archéologiques continues concentrées dans la partie sud-est de l'actuelle Gyeongju ont révélé des parties de ce que l'on appelle le « Silla Wanggyeong » (capitale royale de Silla). Les fouilles ont permis de mettre au jour des temples à Hwangnyongsa, Bunhwangsa, ou encore Heungryunsa. Les villes capitales du royaume de Baekje sont moins bien connues, mais certains vestiges mis au jour à la forteresse de Mongchon et à la forteresse de Pungnap, à Séoul, suggèrent que ces localités aient pu abriter le pouvoir royal à l'époque.

### Agriculture et habitat
Une étude effectuée sur un site de la côte sud-est de la péninsule coréenne, sur les berges élevées de la rivière Nam (Jinju) montre que les surfaces cultivées augmentent nettement au cours de la période, dans le prolongement d'un mouvement engagé au cours de l'Âge du Bronze au cours de la période de la céramique Chulmun. La culture en rizière inondée se généralise. La production de riz augmente aussi du fait de l'usage du fer pour l'outillage agricole, et avec l'utilisation du bétail pour le labour des rizières. On assiste, par ailleurs, à un net afflux de population.

## Culture et religion
Les trois royaumes partagent une culture et une langue similaires.
Le chamanisme n'est pas attesté par l'archéologie ou dans les textes, à cette époque, en Corée ; il n'en est pas moins supposé. Les trois royaumes ont été de plus en plus influencés par la culture chinoise, en particulier le confucianisme et le taoïsme. Au IVe siècle, le bouddhisme a été introduit dans la péninsule et s'est propagé assez rapidement, devenant la religion officielle des trois royaumes, et pour Silla, au VIe siècle.

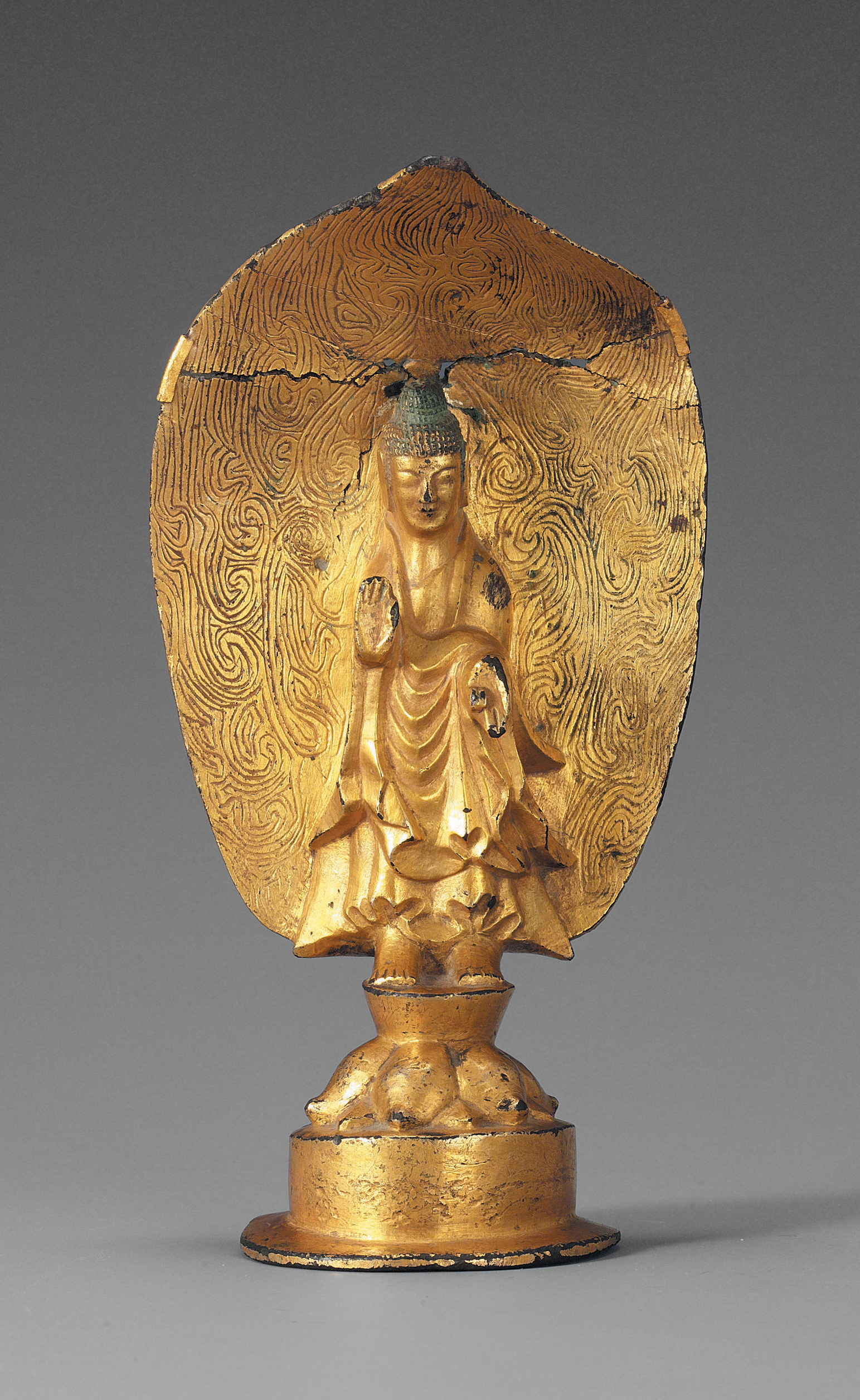
Yŏn'ga Bouddha[11] Bronze doré, H. 16,3 cm. Daté 539. Koguryo. Musée national de Corée
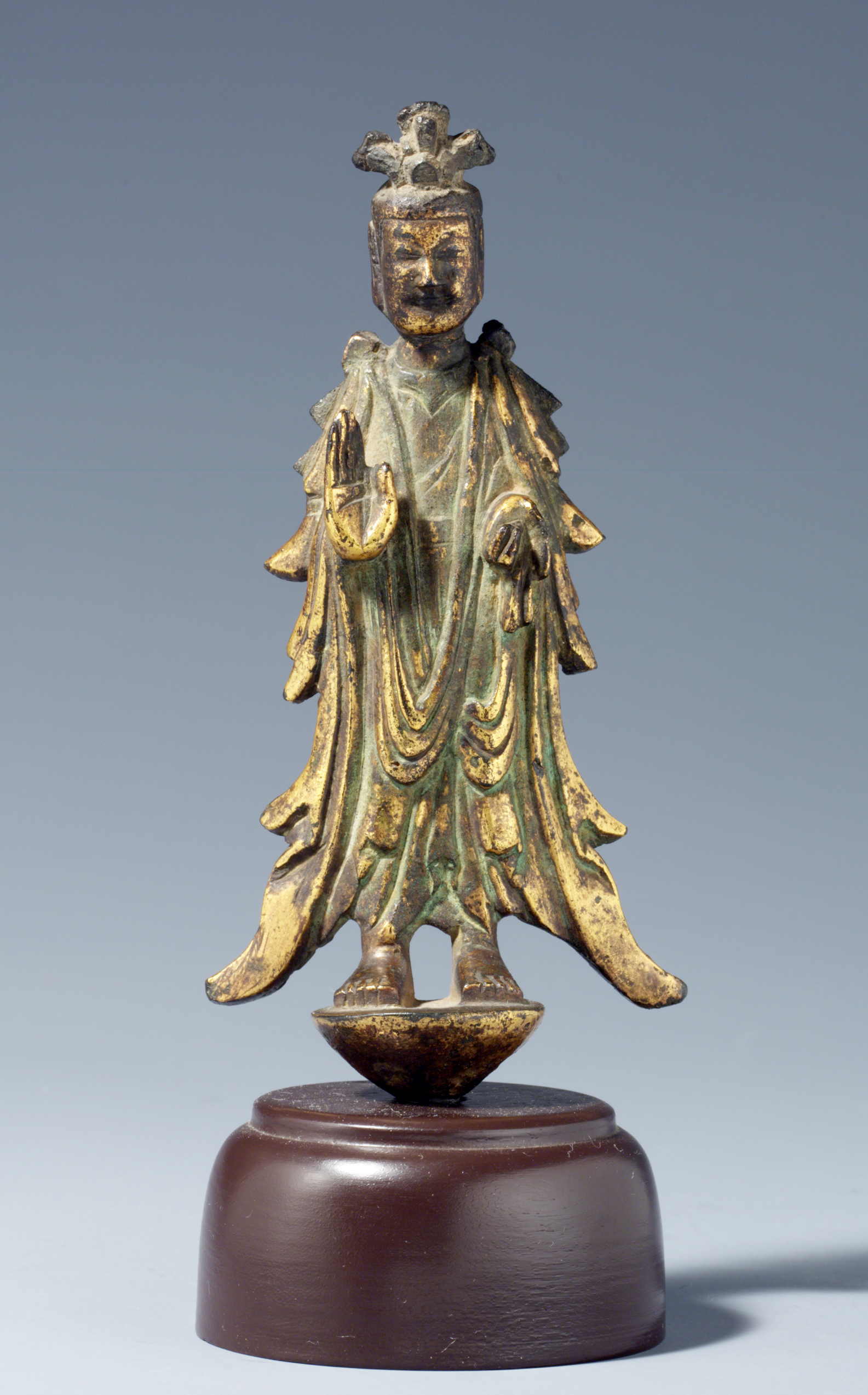
Bodhisattva debout. Bronze doré, H. 15,1 cm. Époque des Trois Royaumes, deuxième moitié du VIe siècle[12]. Musée national de Corée
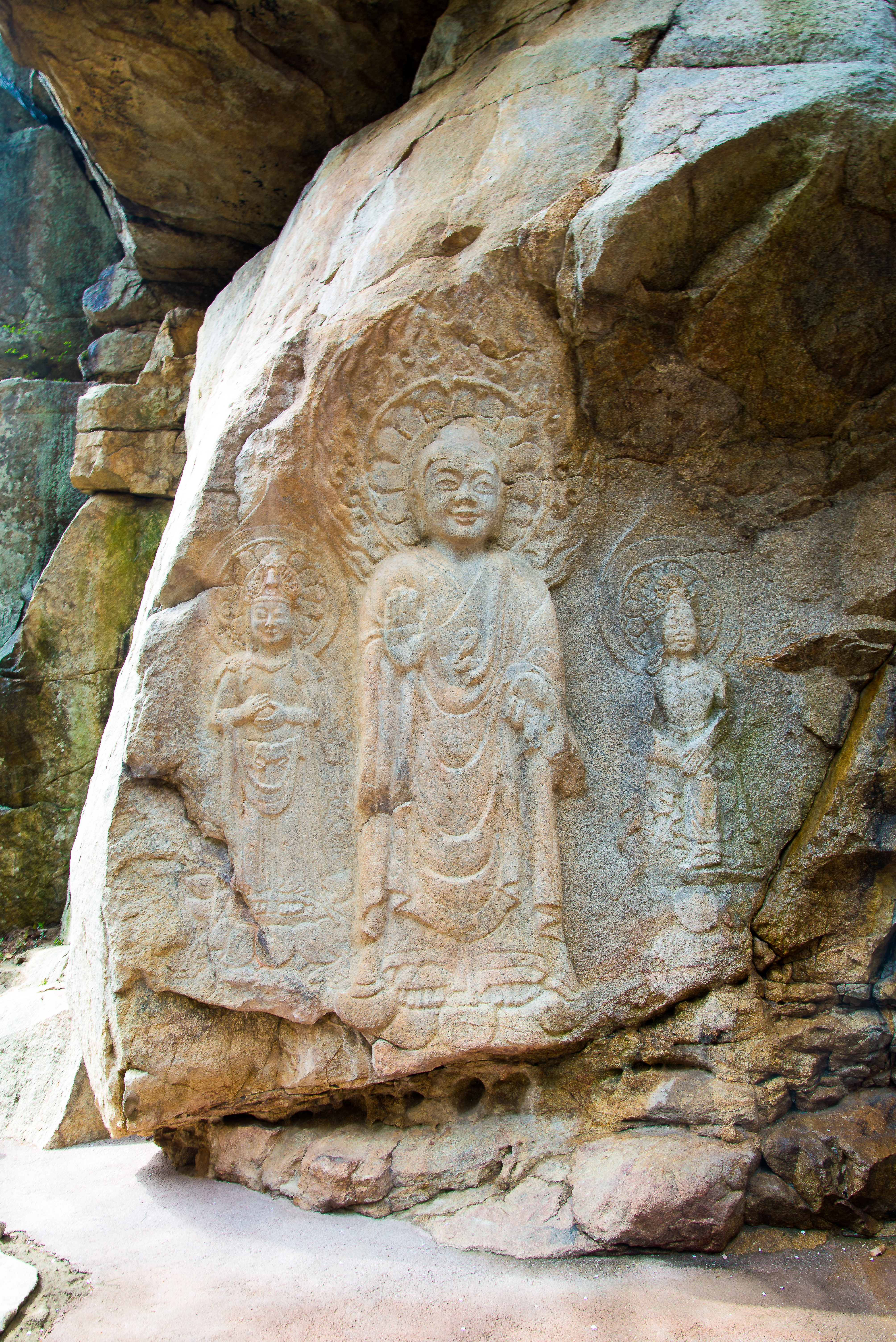
Triade de Seosan (en). VIe siècle. Baekje
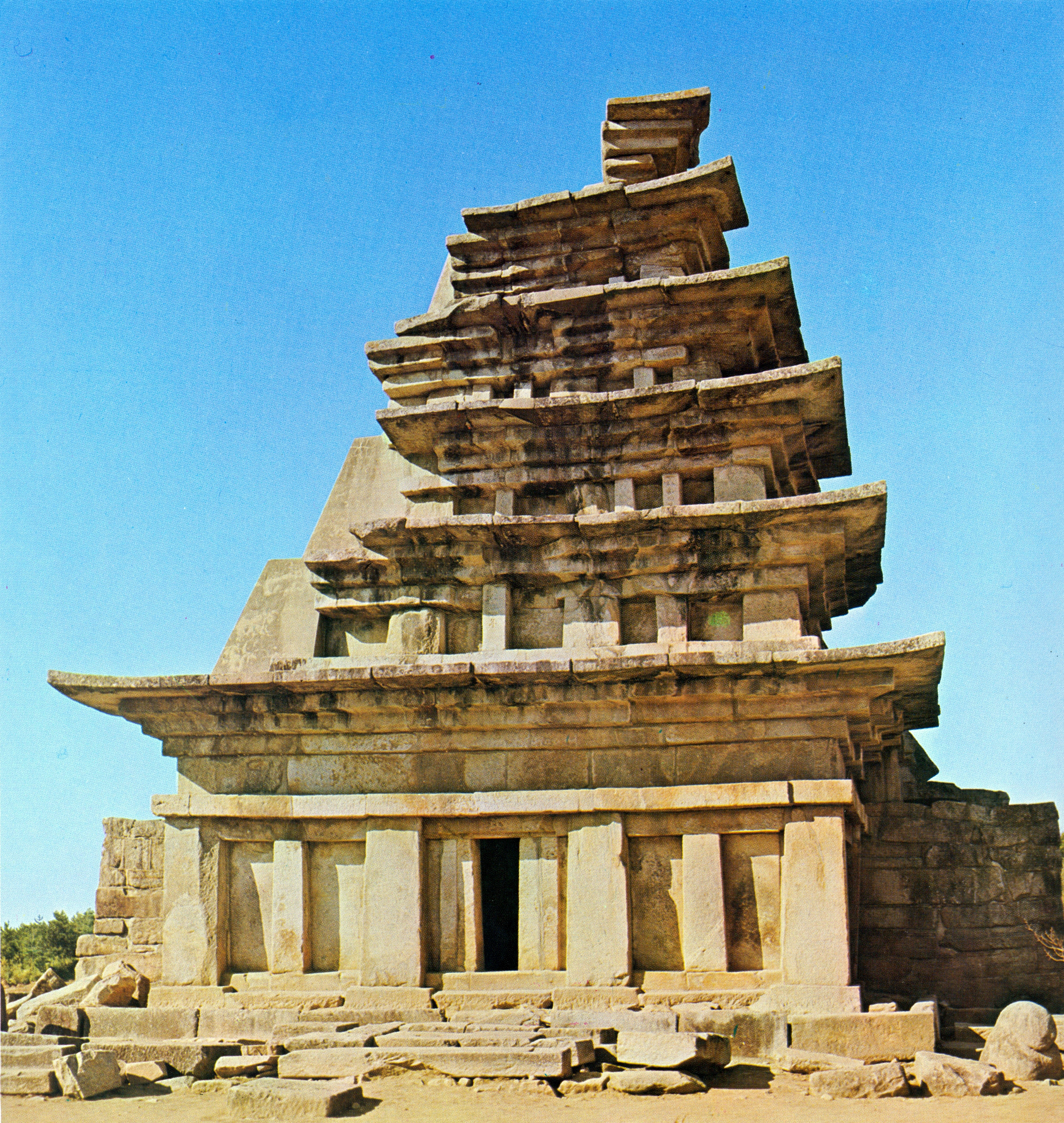
Pagode du temple Mireuksa (Iksam): à l'origine 9 niveaux. Construction copiée sur l'architecture de bois[13]. Baekje
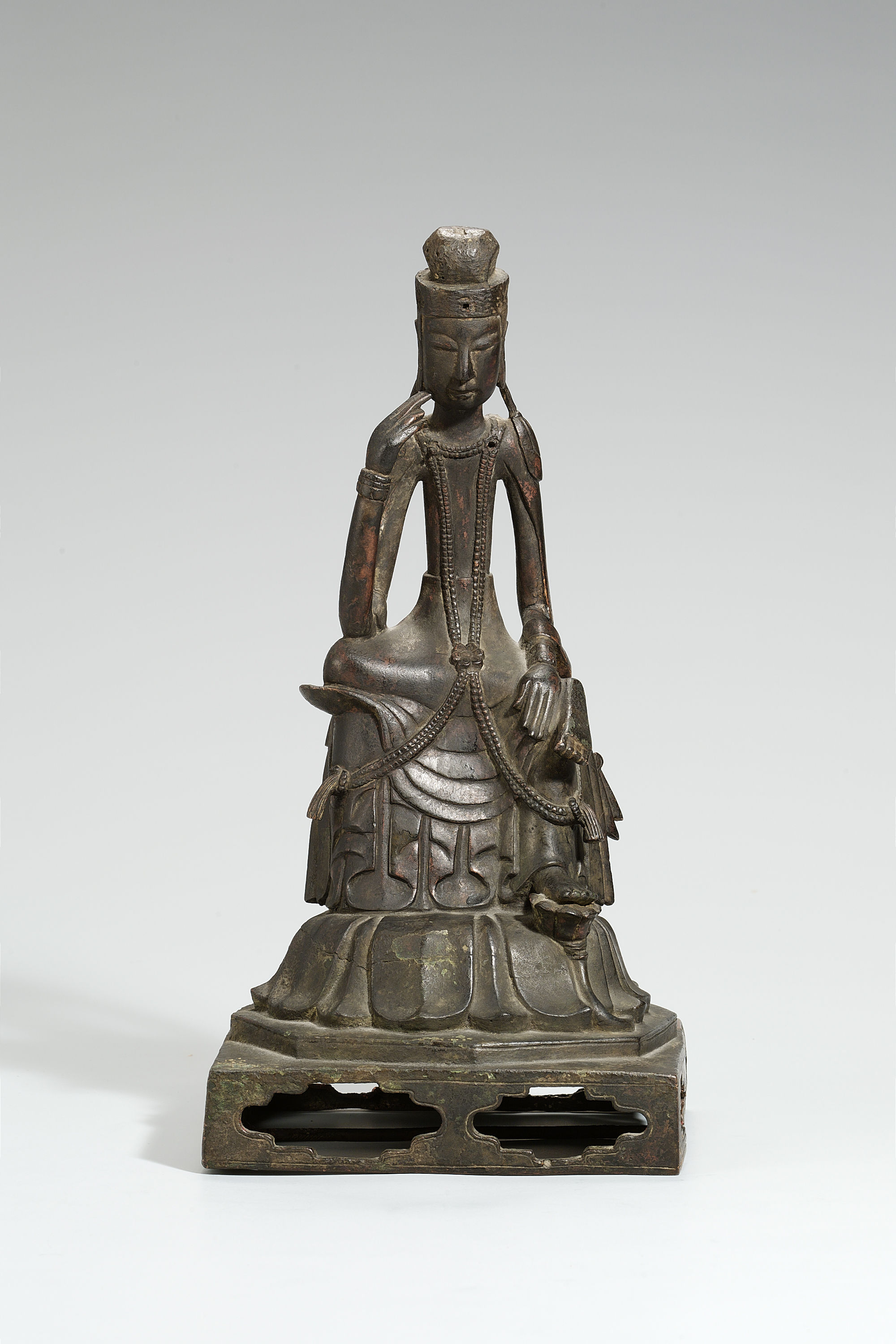
Bodhisattva Maitreya pensif. Bronze doré, H. 28,6 cm. Musée national de Corée
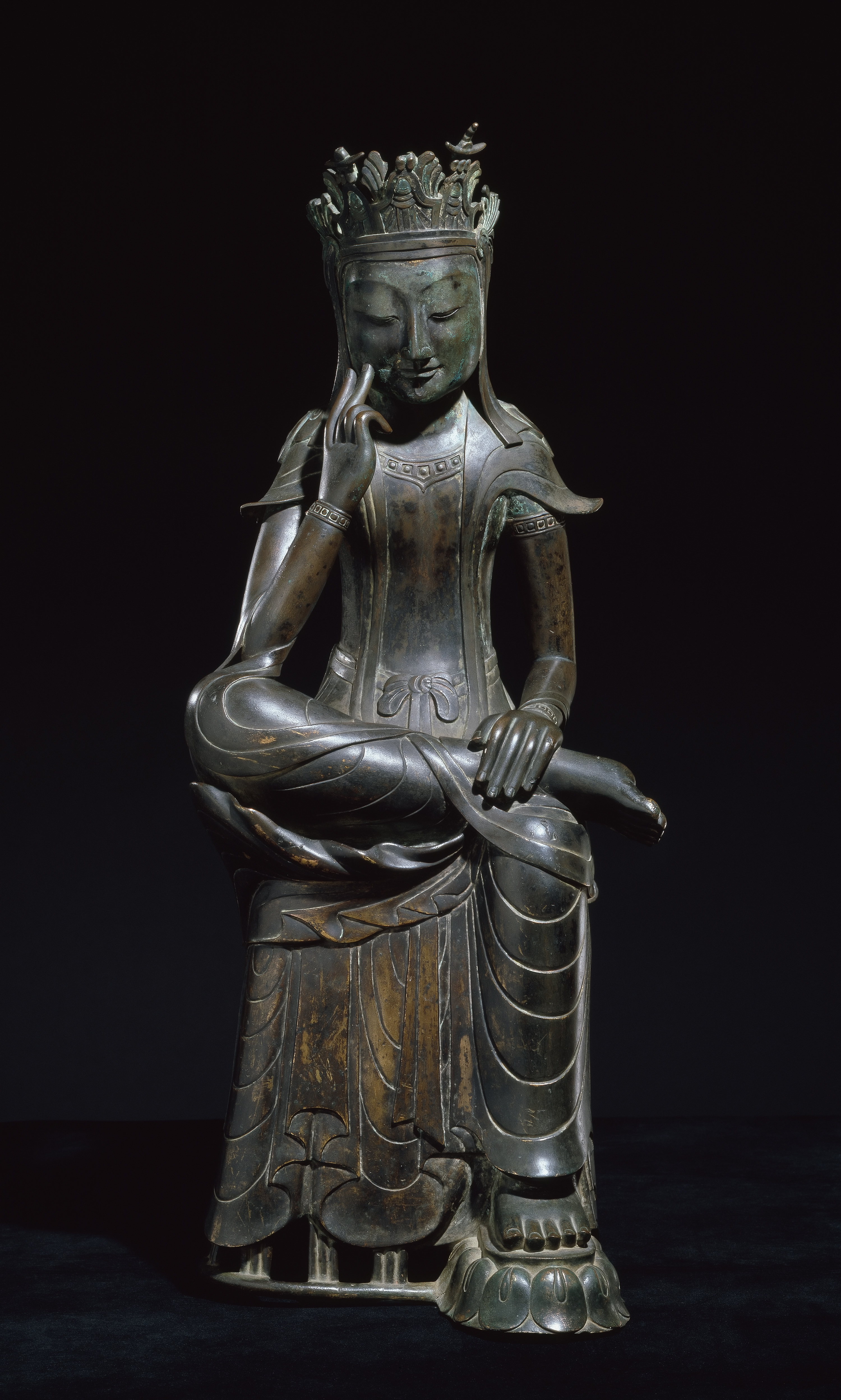
Statue en bronze doré de Maitreya méditant. Bodhisattva Maitreya assis, une jambe repliée. Trois Royaumes (Silla ?), fin VIe. Bronze doré, H. 83,2 cm.
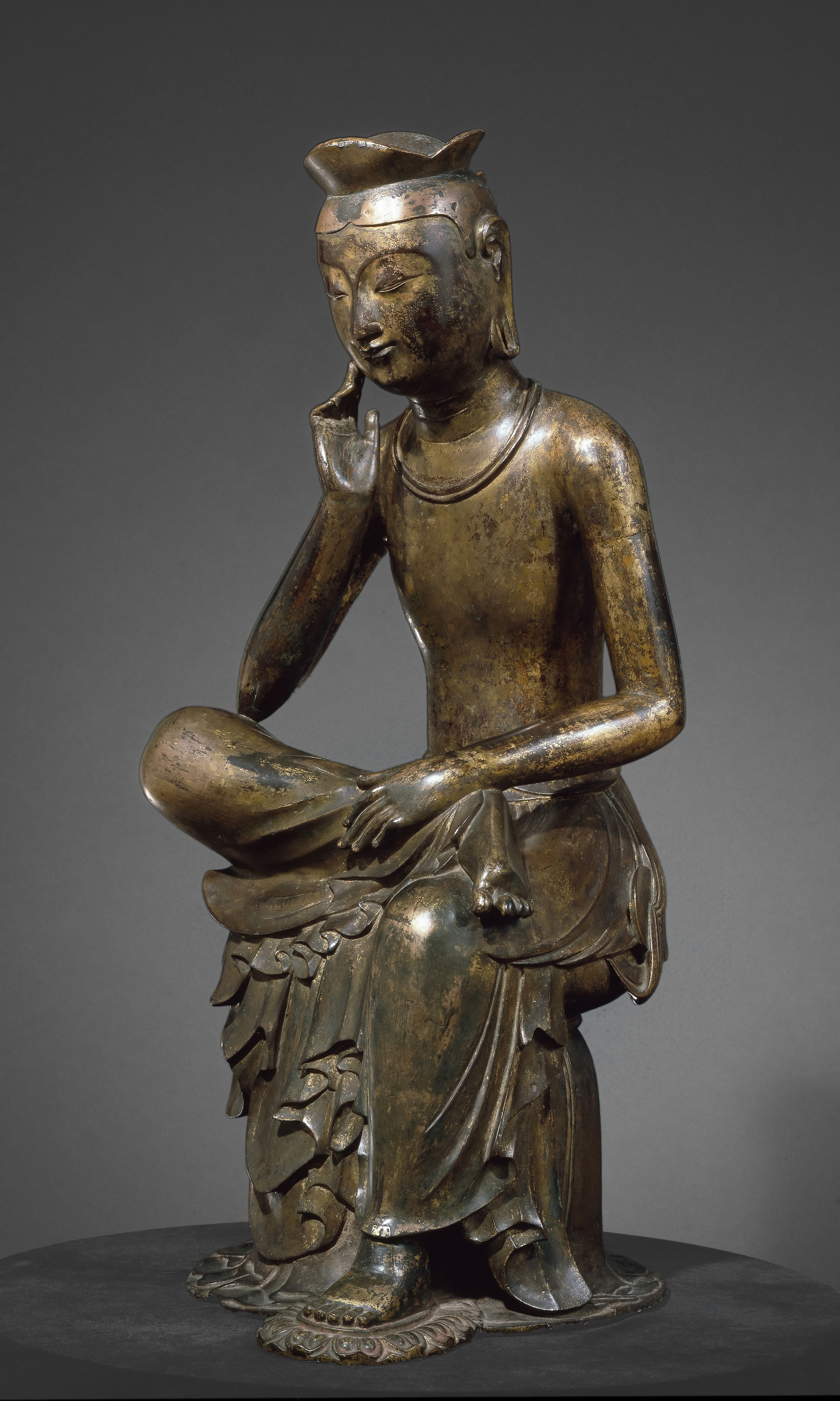
Maitreya en méditation. Bronze doré. 93,5 cm. Corée[14], fin VIe-début VIIe, probablement Silla en cours d'unification. Musée national de Corée
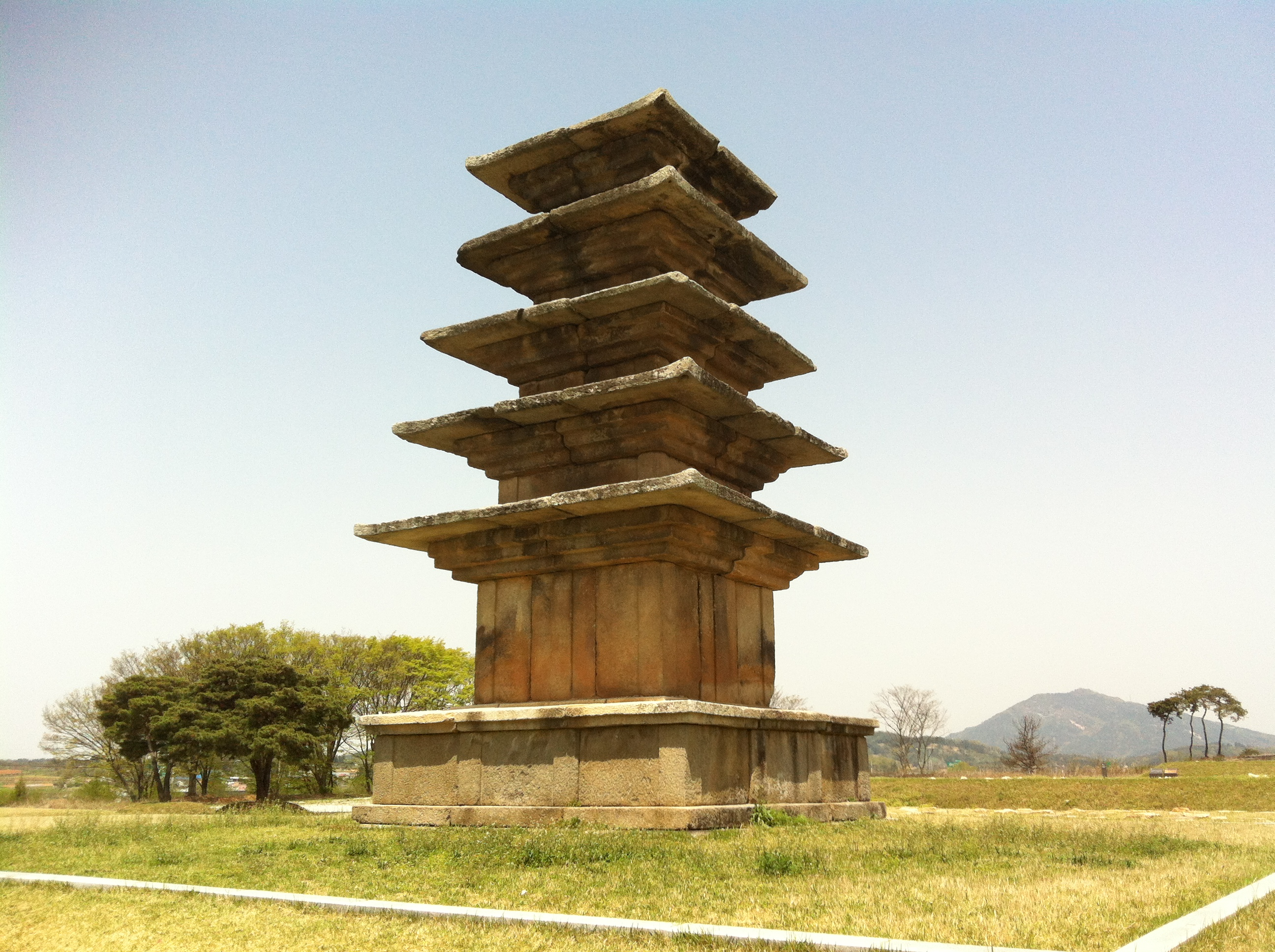
Pagode. Temple de Chongnim sa. Baekje
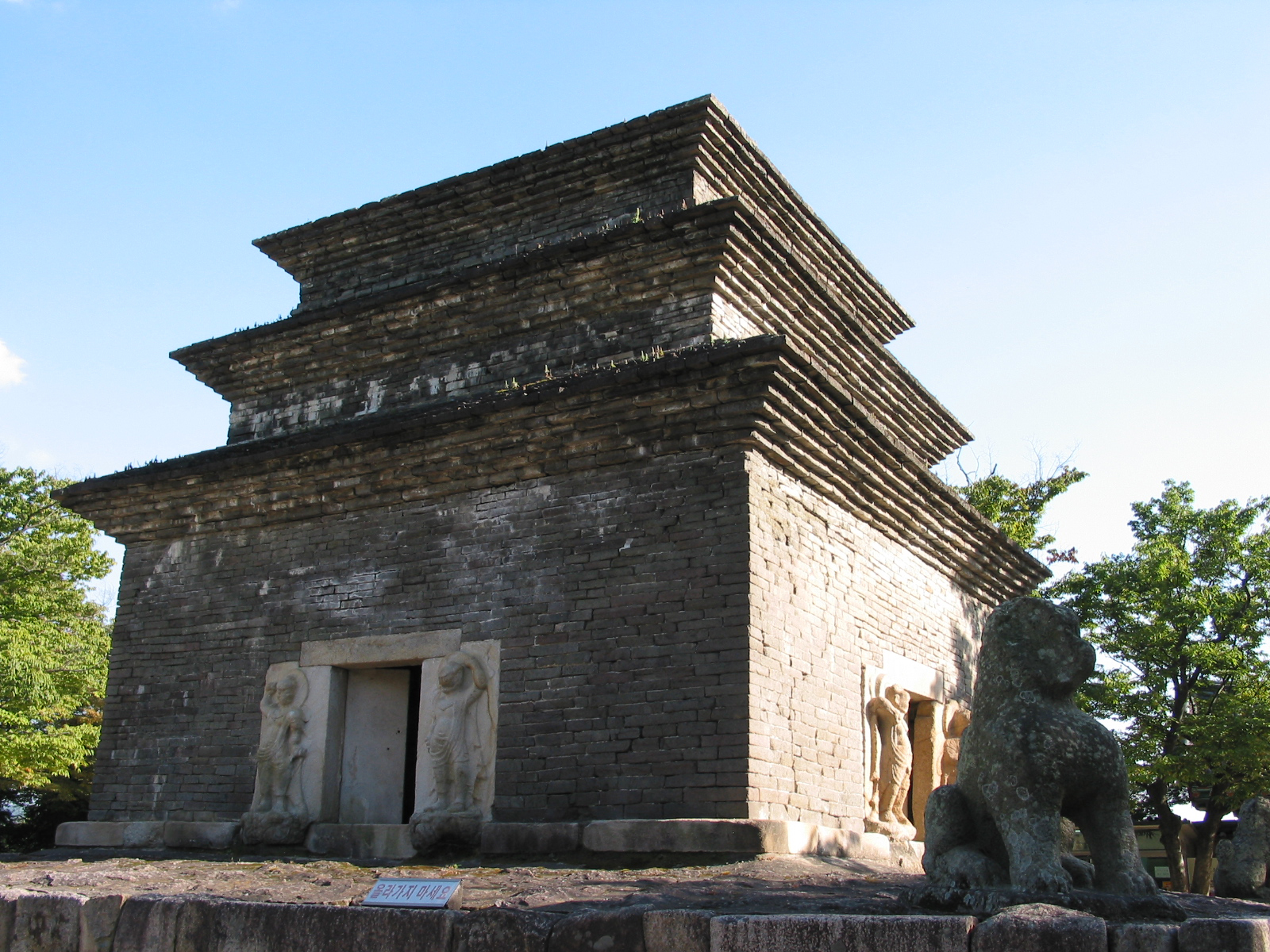
Pagode de Bunhwangsa, Gyeongju. Début VIIe siècle. Elle devait compter 9 étages, selon les textes
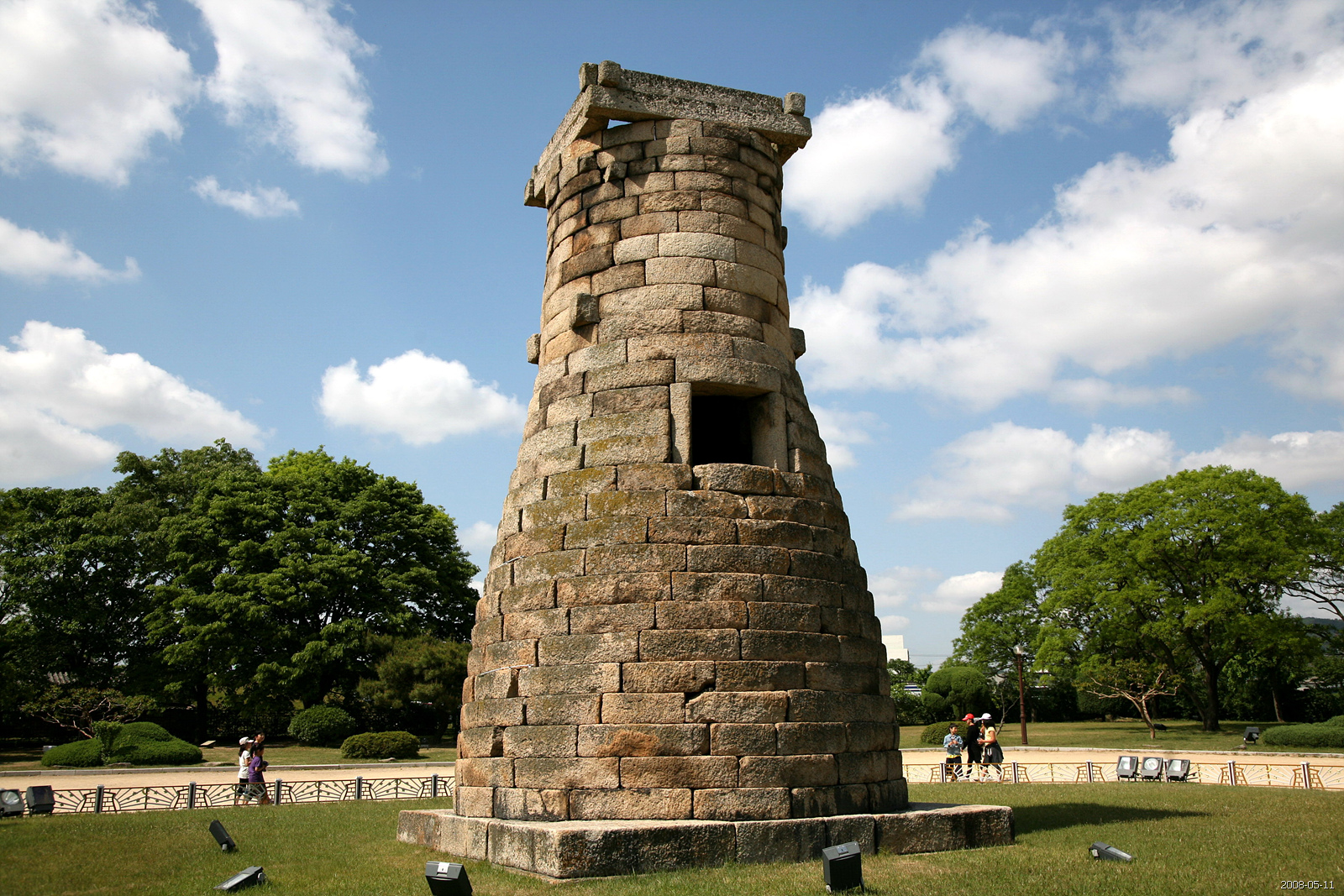
Cheomseongdae: observatoire astronomique (entre 632 et 647). H. 9,40 m[16]. Gyeongju

## Influence chinoise
La Corée reste cependant sous influence chinoise, notamment par le biais des quatre commanderies installées sur leur territoire, dont la dernière ne disparaît qu'en 313 de notre ère. La Chine fait également sentir son influence dans les systèmes de pensée. Le confucianisme pénètre la haute société coréenne (tous les royaumes gardant la même culture) à partir du Ier siècle de notre ère. Le bouddhisme est cependant la première religion. La disparition de l'empire Han, au début du IIIe siècle, permet un plus grand développement des Trois royaumes.

## Panorama des Trois Royaumes

### Le royaume de Silla 52 av. J.-C. - 936 ap. J.-C.
Si l'on en croit le Samguk sagi, au Ier siècle av. J.-C. le premier roi de Saro serait Park Hyeokgeose, du clan Park. Il est choisi par les villages de la région de Gyeongju. Ses descendants dirigent ensuite le royaume sur trois générations. Après quoi le clan Park et le clan Seok gouvernent le royaume pendant deux cents ans. La capitale reste Kumsŏng (aujourd'hui Gyeongju [Kyŏngju]).
Au IVe siècle le pouvoir passe dans les mains d'un autre clan, le clan Kim, issu du clan Seok. Les souverains qui se succèdent ensuite jusqu'au début du XIIe siècle sont issus de cette famille. Ce sont eux qui forgent une nouvelle image du royaume de Saro, combatif, qui ne cesse de s'étendre. Le royaume de Saro, renommé Silla en 503, absorbe toute la confédération de Gaya (confédération de cités fortifiées) dans la première moitié du VIe siècle (exactement, en 562).
Le bouddhisme est transmis à Silla au Ve siècle. Mais il n'est reconnu officiellement que durant le règne de Beopheug (r. 514-540). Celui-ci doit affronter la résistance de certains aristocrates qui souhaitent poursuive les croyances et les pratiques indigènes. Le bouddhisme est néanmoins encouragé par l'État à partir de 527-528 avec la construction du premier temple, achevé en 544 sur des sites sacrés pré-bouddhistes. Le roi Beopheung abdique et se fait moine. Les extensions de territoire, au cours du règne de son fils, coïncident avec le développement du bouddhisme de manière spectaculaire.
Allié à la Chine des Tang, Silla annexe Koguryŏ en 668, après avoir fait la conquête de Paekche en 660, ce qui donne naissance à la période Silla Unifié.
La période d'instabilité, voire d'anarchie, qui va de 892, selon les uns, ou de 918, selon les autres, à 936 avec l'émergence de la dynastie de Goryeo (Koryŏ), est nommée période des Trois Royaumes postérieure.

### Koguryŏ,Iersiècleav. J.-C.-668ap. J.-C.
Au nord de la péninsule, plusieurs populations occupent cette partie du territoire au début de la période. Les chefferies Okcho et des Ye orientaux (Dongye) se partagent le Nord-est. À côté des commanderies chinoises, les tribus Yemaek occupent le Nord-ouest et le Nord. À l'extrême Nord, dans le bassin du Soungari en Mandchourie, le royaume de Buyeo [Puyŏ] était connu des chinois, dès le IVe siècle av. J.-C., comme une menace. C'est, selon la tradition, une bande d'exilés de ce royaume qui fonde, en -37, le royaume de Koguryŏ dans les bassins du Yalu et du Tongjia, sur le territoire Yemaek.
Au départ fédération frontalière de la Chine, il conquiert peu à peu de vastes territoires en Mandchourie et chasse définitivement les Chinois de Nangnang, la commanderie de Lolang, en 313. L'influence culturelle des Chinois reste toutefois importante, puisque le bouddhisme fut adopté, en 372, comme religion officielle du royaume. À la fin du IVe siècle, ce dernier a donc un territoire immense couvrant la Mandchourie et le nord de la Corée actuelle. À cette époque, l'ancien royaume de Buyeo, [Puyŏ], devenu depuis son protégé, tombe sous les attaques Xianbei mais il est finalement absorbé par Koguryŏ au Ve siècle. Ce royaume, tout entier consacré à la guerre du fait de sa position, intègre aussi, au début du Ve siècle, les territoires Ye orientaux (Dongye) et Okcho (Dongokjeo), deux chefferies qui ne s'étaient jamais réellement développées au nord-est de la péninsule.
Koguryŏ est celui, des trois royaumes, qui croît le plus vite et de la manière la plus spectaculaire. Devenu rapidement le plus grand des Trois royaumes, il a plusieurs capitales au cours de son histoire, dont Nangnang (près de l'actuelle Pyongyang) et Kungnæsŏng sur le fleuve Yalou (ou Amnok).
À la même époque, Baekje détruit Mahan en 369 et occupe les anciens territoires de Pyeonhan. Silla occupe la partie sud-est de la péninsule. Mais en même temps, au Sud, entre Baekje et Silla, la confédération de Gaya leur dispute la suprématie.

### Baekche, 18 av. J.-C. - 660 ap. J.-C.

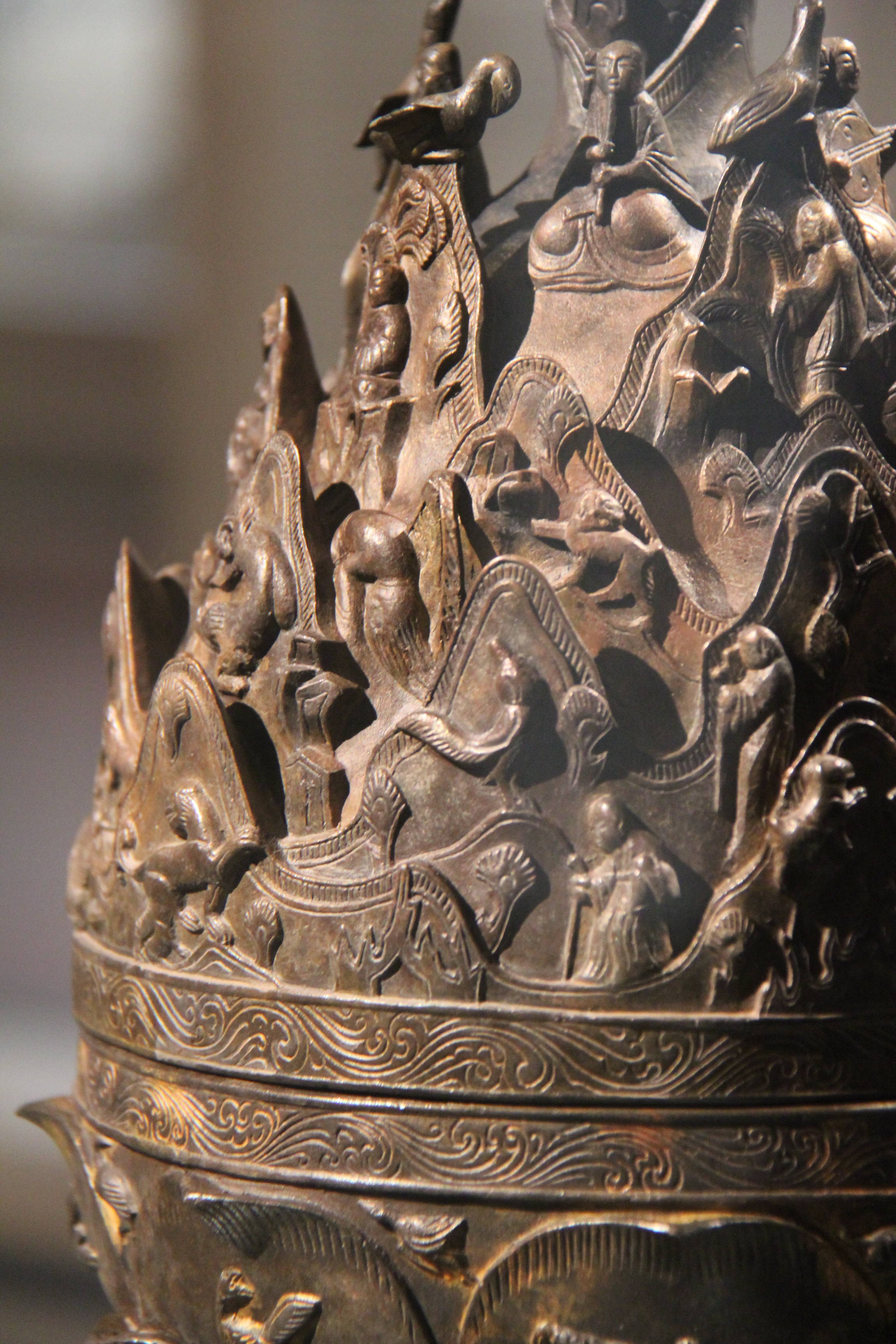
Brûle-parfum. Détail du couvercle : Montagne aux Immortels taoïstes. Découvert à Puyŏ (ou Buyeo, District de Buyeo), ancienne capitale du royaume à l'époque Sabi (538-660). Bronze doré. Structure d'inspiration chinoise (dynastie Han ?) mais de conception différente (musiciens, instrument de Kucha). Probablement réalisé au VIe siècle.

Le royaume de Baekche (18 av. J.-C.-660 EC) connaît, au IVe siècle, son heure de gloire marquée par l'extension de son territoire, le rayonnement du bouddhisme n'arrive qu'ensuite, avec les premières défaites.
L’archéologie a permis de retrouver de nombreux sites dans les trois capitales successives et correspondant à trois périodes : période Hansōng à Séoul, trad. 18, av. J.-C. – 475 EC ; période Ungjin, à Gongju [Kongju], 475-538 ; époque Sabi à Buyeo [Puyō], au S-0 de Séoul, 538-660. Pour donner une idée des fortifications de cette époque bouleversée par des guerres, un mur de la fin du IIIe siècle, découvert sur le site de P’ungnap (Séoul) mesure 41 m. à la base et 11 m. de haut.
Au IVe siècle, Paekche connaît une grande prospérité, et domine la quasi-totalité de la moitié sud de la péninsule, ainsi qu'une partie de la Chine. Le royaume devient un refuge pour les paysans, qui fuient l'État guerrier de Koguryŏ. C'est aussi au cours de cette période (340-400) que de grandes quantités de migrants coréens arrivent dans l'archipel et participent activement à la montée en puissance de certains clans, à la consolidation des élites de la région du Kansai, le futur royaume de Yamato.
Les relations étroites que Paekche entretient avec la Chine, Gaya et Wa (Japon) ont un intérêt stratégique : dominer Koguryo et sécuriser son leadership sur le commerce Est-asiatique, en particulier le commerce Chine-Japon dans lequel il s'impose comme l'intermédiaire unique, position que lui prendra Silla.
Taoïsme et bouddhisme. Sur un site de Séoul, de la période Hansōng, un espace consacré aux rituels pour la pluie, célébrés par des membres de statut royal, révèle des pratiques taoïstes. À l’époque Sabi, un temple bouddhiste (v. 566) contenait un brûle-parfum en bronze doré de très grande taille (H. 62,5 cm) qui reproduit la traditionnelle montagne aux immortels, taoïste, suivant un modèle chinois datant de la dynastie Han. Les funérailles royales se font alors en deux temps, séparés par un laps de 27 mois et sur deux sites différents. Le roi Song ayant été vaincu et décapité par Silla qui s'empare alors des rives du fleuve Han, son fils, qui avait pris l'initiative de la bataille, se fait moine. Une centaine de personnes se font tonsurer à sa place pour qu'il puisse être couronné ensuite. Les deux pratiques, taoïsme et bouddhisme sont donc couramment associées à cette époque.

### Correspondances des termes coréen - japonais
Les échanges manifestes entre la presqu'île et l'archipel nécessite de présenter certaines correspondances entre les termes désignant les États. Ainsi Koguryo (ou Goguryeo) correspond au japonais Kokuri ; Paekche (ou Baekche) correspond au japonais Kudara ; Silla correspond au japonais Shiragi et la Confédération de Gaya (ou Kaya) est nommée en japonais Mimana.

### Corée ancienne
- Préhistoire de la Corée
- Céramique coréenne
- Culture du poignard de bronze (entre le VIIIe siècle av. J.-C. et le IIe siècle apr. J.-C.)
- Samhan (env. de 300 av. J.-C. à 300 ap. J.-C.)
- Trois Royaumes de Corée (57 av. J.-C.. - 668 ap. J.-C.)
- Okcho (env. entre le IIe siècle av. J.-C. et le Ve siècle apr. J.-C.)
- Puyŏ (env. entre le IIIe siècle av. J.-C. et le Ve siècle apr. J.-C.)
- Tongye (env. entre le IIIe siècle av. J.-C. et le Ve siècle apr. J.-C.)

### Chine ancienne
- Dynastie chinoise des Han (206 av. J.-C.-220 ap. J.-C.)
- Trois Royaumes de Chine (220-280) : Royaume de Wei (魏) au nord le long du fleuve Jaune, de Wu (吳) dans le sud-est, et de Shu (蜀) au sud-ouest dans le bassin du Sichuan.
- Dynastie Jin de Chine (265-420)
- Dynastie Wei du Nord, en Chine (386 à 534)

### Japon ancien
- Période Yayoi (env. 800 av. J.-C. - 250 ap. J.-C.)
- Période Kofun (v. 250 - 538)
- Période Asuka (538 - 710)